# Perus administrativa indelning
Peru indelas sedan 22 oktober 2017 politiskt-administrativt i 24 departement, 196 provinser och 1874 distrikt. Den konstitutionella provinsen Callao har en särställning och har samma rättighet som departementen.
| Politisk-administrativ indelning | Politisk-administrativ indelning |
| -------------------------------- | -------------------------------- |
| Departement                      | 24                               |
| Provinser*)                      | 196                              |
| Distrikt                         | 1874                             |

*)inkluderar la Provincia Constitucional del Callao.

## Geografisk indelning
Departementens geografiska läge framgår av nedanstående karta.
| 01 | Amazonas      | 01 02 03 04 05 06 07 08 09 10 11 12 13 14 15 16 17 18 19 20 21 22 23 24 25 |
| 02 | Áncash        | 01 02 03 04 05 06 07 08 09 10 11 12 13 14 15 16 17 18 19 20 21 22 23 24 25 |
| 03 | Apurímac      | 01 02 03 04 05 06 07 08 09 10 11 12 13 14 15 16 17 18 19 20 21 22 23 24 25 |
| 04 | Arequipa      | 01 02 03 04 05 06 07 08 09 10 11 12 13 14 15 16 17 18 19 20 21 22 23 24 25 |
| 05 | Ayacucho      | 01 02 03 04 05 06 07 08 09 10 11 12 13 14 15 16 17 18 19 20 21 22 23 24 25 |
| 06 | Cajamarca     | 01 02 03 04 05 06 07 08 09 10 11 12 13 14 15 16 17 18 19 20 21 22 23 24 25 |
| 07 | Callao        | 01 02 03 04 05 06 07 08 09 10 11 12 13 14 15 16 17 18 19 20 21 22 23 24 25 |
| 08 | Cusco         | 01 02 03 04 05 06 07 08 09 10 11 12 13 14 15 16 17 18 19 20 21 22 23 24 25 |
| 09 | Huancavelica  | 01 02 03 04 05 06 07 08 09 10 11 12 13 14 15 16 17 18 19 20 21 22 23 24 25 |
| 10 | Huánuco       | 01 02 03 04 05 06 07 08 09 10 11 12 13 14 15 16 17 18 19 20 21 22 23 24 25 |
| 11 | Ica           | 01 02 03 04 05 06 07 08 09 10 11 12 13 14 15 16 17 18 19 20 21 22 23 24 25 |
| 12 | Junín         | 01 02 03 04 05 06 07 08 09 10 11 12 13 14 15 16 17 18 19 20 21 22 23 24 25 |
| 13 | La Libertad   | 01 02 03 04 05 06 07 08 09 10 11 12 13 14 15 16 17 18 19 20 21 22 23 24 25 |
| 14 | Lambayeque    | 01 02 03 04 05 06 07 08 09 10 11 12 13 14 15 16 17 18 19 20 21 22 23 24 25 |
| 15 | Lima          | 01 02 03 04 05 06 07 08 09 10 11 12 13 14 15 16 17 18 19 20 21 22 23 24 25 |
| 16 | Loreto        | 01 02 03 04 05 06 07 08 09 10 11 12 13 14 15 16 17 18 19 20 21 22 23 24 25 |
| 17 | Madre de Dios | 01 02 03 04 05 06 07 08 09 10 11 12 13 14 15 16 17 18 19 20 21 22 23 24 25 |
| 18 | Moquegua      | 01 02 03 04 05 06 07 08 09 10 11 12 13 14 15 16 17 18 19 20 21 22 23 24 25 |
| 19 | Pasco         | 01 02 03 04 05 06 07 08 09 10 11 12 13 14 15 16 17 18 19 20 21 22 23 24 25 |
| 20 | Piura         | 01 02 03 04 05 06 07 08 09 10 11 12 13 14 15 16 17 18 19 20 21 22 23 24 25 |
| 21 | Puno          | 01 02 03 04 05 06 07 08 09 10 11 12 13 14 15 16 17 18 19 20 21 22 23 24 25 |
| 22 | San Martín    | 01 02 03 04 05 06 07 08 09 10 11 12 13 14 15 16 17 18 19 20 21 22 23 24 25 |
| 23 | Tacna         | 01 02 03 04 05 06 07 08 09 10 11 12 13 14 15 16 17 18 19 20 21 22 23 24 25 |
| 24 | Tumbes        | 01 02 03 04 05 06 07 08 09 10 11 12 13 14 15 16 17 18 19 20 21 22 23 24 25 |
| 25 | Ucayali       | 01 02 03 04 05 06 07 08 09 10 11 12 13 14 15 16 17 18 19 20 21 22 23 24 25 |

1. ↑  konstitutionell provins

## Historik
I en tidigare indelning från 18 juli 1980 kallades regionerna för "Departement", med undantag för Callao som hade en särställning som provins (konstitutionell provins). Departementen  var då 24: Amazonas, Ancash, Apurimac, Arequipa, Ayacucho, Cajamarca, Callao, Cusco, Huancavelica, Huanuco, Ica, Junin, La Libertad, Lambayeque, Lima, Loreto, Madre de Dios, Moquegua, Pasco, Piura, Puno, San Martin, Tacna, Tumbes och Ucayali.
En ändring av Perus indelning föreslogs i en lag om regionalisering av Peru (Ley de Bases de la Descentralización), vilket skulle resultera i sammanläggning av två eller flera departement till större regioner, och bildande av regionala regeringar. Lagen antogs den 17 juli 2002, och godkändes beträffande regionala regeringar den 19 november 2002. Valet 2002 resulterade i att regionala regeringar utsågs, en för varje departement och en i den konstitutionella provinsen Callao; medan Municipalidad Metropolitana de Lima fick en speciell rang så att den hade självstyre från departementet Lima.
Bildandet av regioner skulle sedan ske efter lokala folkomröstningar. Lagförslaget kom dock aldrig att träda i kraft, då man inte fick majoritet i kongressen. Därför bildades inga regioner i Peru, utan det tidigare begreppet departement kvarstod.
För statistiska sammanhang med mera används ett klassifikationssystem UBIGEO i tre nivåer: departement, provins och distrikt. Kartan ovan visar numreringen enligt UBIGEO (2024).